# Liste der Bodendenkmäler in Ziertheim
Auf dieser Seite sind die Bodendenkmäler in der schwäbischen Gemeinde Ziertheim zusammengestellt. Diese Tabelle ist eine Teilliste der Liste der Bodendenkmäler in Bayern. Grundlage ist die Bayerische Denkmalliste, die auf Basis des Bayerischen Denkmalschutzgesetzes vom 1. Oktober 1973 erstmals erstellt wurde und seither durch das Bayerische Landesamt für Denkmalpflege geführt wird. Die folgenden Angaben ersetzen nicht die rechtsverbindliche Auskunft der Denkmalschutzbehörde.

## Bodendenkmäler der Gemeinde Ziertheim

### Bodendenkmäler in der Gemarkung Dattenhausen
| Lage                    | Objekt | Akten-Nr.     | Bild |
| ----------------------- | --- | ------------- | ---- |
| Dattenhausen (Standort) | Freilandstation des Mesolithikums, Siedlung vor- und frühgeschichtlicher oder mittelalterlicher Zeitstellung.                           | D-7-7328-0049 |      |
| Dattenhausen (Standort) | Siedlung vor- und frühgeschichtlicher Zeitstellung, Körpergräber des frühen Mittelalters.                                               | D-7-7328-0058 |      |
| Dattenhausen (Standort) | Freilandstation des Mesolithikums und Siedlung vorgeschichtlicher Zeitstellung.                                                         | D-7-7328-0059 |      |
| Dattenhausen (Standort) | Freilandstation des Mesolithikums, Siedlung vorgeschichtlicher Zeitstellung.                                                            | D-7-7328-0060 |      |
| Dattenhausen (Standort) | Freilandstation des Mesolithikums. | D-7-7328-0061 |      |
| Dattenhausen (Standort) | Freilandstation des Mesolithikums. | D-7-7328-0068 |      |
| Dattenhausen (Standort) | Mittelalterlicher Burgstall. Siehe auch: Burg Dattenhausen                                                                              | D-7-7328-0076 |      |
| Dattenhausen (Standort) | Freilandstation des Mesolithikums und der Siedlung römischen Kaiserzeit.                                                                | D-7-7328-0091 |      |
| Dattenhausen (Standort) | Mittelalterliche Befestigung der ehemalige Stadt Dattenhausen.                                                                          | D-7-7328-0105 |      |
| Dattenhausen (Standort) | Freilandstation des Mesolithikums. | D-7-7328-0148 |      |
| Dattenhausen (Standort) | Siedlung des Neolithikums. | D-7-7328-0169 |      |
| Dattenhausen (Standort) | Siedlung vor- und frühgeschichtlicher Zeitstellung.                                                                                     | D-7-7328-0171 |      |
| Dattenhausen (Standort) | Mittelalterliche und frühneuzeitliche Befunde im Bereich der katholischen Pfarrkirche St. Martin. Siehe auch: St. Martin (Dattenhausen) | D-7-7328-0228 |      |
| Dattenhausen (Standort) | Mittelalterliche und frühneuzeitliche Befunde im Bereich der ehemalige Stadt und des späteren Marktes Dattenhausen.                     | D-7-7328-0229 |      |
| Dattenhausen (Standort) | Siedlung der Linearbandkeramik. | D-7-7328-0341 |      |
| Dattenhausen (Standort) | Siedlung vorgeschichtlicher Zeitstellung und der Metallzeiten.                                                                          | D-7-7328-0345 |      |
| Dattenhausen (Standort) | Siedlung vorgeschichtlicher Zeitstellung.                                                                                               | D-7-7328-0356 |      |

### Bodendenkmäler in der Gemarkung Mödingen
| Lage                | Objekt                                     | Akten-Nr.     | Bild |
| ------------------- | ------------------------------------------ | ------------- | ---- |
| Mödingen (Standort) | Grabhügel vorgeschichtlicher Zeitstellung. | D-7-7328-0358 |      |

### Bodendenkmäler in der Gemarkung Reistingen
| Lage                  | Objekt | Akten-Nr.     | Bild |
| --------------------- | --- | ------------- | ---- |
| Reistingen (Standort) | Siedlung der Hallstattzeit. | D-7-7328-0122 |      |
| Reistingen (Standort) | Siedlung vorgeschichtlicher Zeitstellung.                                                                                          | D-7-7328-0123 |      |
| Reistingen (Standort) | Straße der römischen Kaiserzeit.                                                                                                   | D-7-7328-0126 |      |
| Reistingen (Standort) | Grabhügel vorgeschichtlicher Zeitstellung.                                                                                         | D-7-7328-0127 |      |
| Reistingen (Standort) | Grabhügel vorgeschichtlicher Zeitstellung.                                                                                         | D-7-7328-0128 |      |
| Reistingen (Standort) | Grabhügel vorgeschichtlicher Zeitstellung.                                                                                         | D-7-7328-0129 |      |
| Reistingen (Standort) | Freilandstation des Mesolithikums und Siedlung der Bronzezeit oder Urnenfelderzeit.                                                | D-7-7328-0165 |      |
| Reistingen (Standort) | Siedlung der Linearbandkeramik. | D-7-7328-0166 |      |
| Reistingen (Standort) | Siedlung vorgeschichtlicher Zeitstellung.                                                                                          | D-7-7328-0195 |      |
| Reistingen (Standort) | Mittelalterliche und frühneuzeitliche Befunde im Bereich der katholischen Pfarrkirche St. Veit. Siehe auch: St. Vitus (Reistingen) | D-7-7328-0332 |      |
| Reistingen (Standort) | Abgegangenes hochmittelalterliches Frauenstift St. Peter.                                                                          | D-7-7328-0334 |      |
| Reistingen (Standort) | Siedlung vorgeschichtlicher Zeitstellung.                                                                                          | D-7-7328-0342 |      |
| Reistingen (Standort) | Siedlung vorgeschichtlicher Zeitstellung.                                                                                          | D-7-7328-0343 |      |
| Reistingen (Standort) | Brandgräberfeld vorgeschichtlicher Zeitstellung.                                                                                   | D-7-7328-0344 |      |

### Bodendenkmäler in der Gemarkung Ziertheim
| Lage                 | Objekt | Akten-Nr.     | Bild |
| -------------------- | --- | ------------- | ---- |
| Ziertheim (Standort) | Siedlung vor- und frühgeschichtlicher oder mittelalterlicher Zeitstellung.                                                               | D-7-7328-0030 |      |
| Ziertheim (Standort) | Straße der römischen Kaiserzeit. | D-7-7328-0031 |      |
| Ziertheim (Standort) | Freilandstation des Mesolithikums und Siedlung vorgeschichtlicher Zeitstellung.                                                          | D-7-7328-0081 |      |
| Ziertheim (Standort) | Verhüttungsplatz vor- und frühgeschichtlicher oder mittelalterlicher Zeitstellung.                                                       | D-7-7328-0130 |      |
| Ziertheim (Standort) | Siedlung vorgeschichtlicher Zeitstellung.                                                                                                | D-7-7328-0131 |      |
| Ziertheim (Standort) | Körpergräber des frühen Mittelalters. | D-7-7328-0132 |      |
| Ziertheim (Standort) | Mittelalterliche und frühneuzeitliche Befunde im Bereich der katholischen Pfarrkirche St. Veronika. Siehe auch: St. Veronika (Ziertheim) | D-7-7328-0335 |      |
| Ziertheim (Standort) | Mittelalterlicher Burgstall, frühneuzeitliches Schloss.                                                                                  | D-7-7328-0336 |      |
| Ziertheim (Standort) | Siedlung frühgeschichtlicher oder mittelalterlicher und frühneuzeitlicher Zeitstellung.                                                  | D-7-7328-0360 |      |